# Мандрівні друкарні
Мандрівні друкарні — приватні друкарні, що не мали постійного осередку діяльності й власники яких, залежно від обставин та наявності замовників і меценатів, переїжджали від одного місця до іншого. Це зумовлено піднесенням культурного життя в Україні в 1-й пол. 17 ст., процесом секуляризації освіти, книгодрукування. Представлені діяльністю Кирила-Транквіліона Ставровецького, Павла Домжив-Лютковича і польського друкаря Я.Шеліги. Кирил-Транквіліон Ставровецький був автором, видавцем і друкарем, видавав власні твори в Почаєві («Зерцало богословії», 1618), Рохманові (нині село Шумського району Тернопільської обл.; «Євангеліє учительне», 1619) та Чернігові («Перло многоцінноє», 1646). Незалежність від замовника сприяла вільному трактуванню Кирилом-Транквіліоном Ставровецьким християнських догматів, в аргументації яких він спирався на деякі положення античної філософії, астрології. Це викликало інтерес у читача і в той же час несприйняття його книг православною церквою та забороною, зокрема «Євангелія учительного» як в Україні, так і в Росії.
Чернець Павло Домжив-Люткович був пов'язаний з братським рухом в Україні та Білорусі. 1611 став ігуменом мінського братського Петропавловського монастиря. Видавничу діяльність розпочав в Угерцях (нині с. Нагірне Самбірського району Львівської обл.), володінні О.Шептицького, де 1618 разом із своїм помічником ієродияконом Сильвестром видав «Собрание вкратце словес от Божественного Писанія». Книга була розрахована на дітей, містила короткий катехізис, уривки з повчань отців Церкви (див. Патристика). 1620 тут видав кн. «Апостоли і євангелія чрез все неділі і праздники и ізбранним святим», 1622 — «Казанья» на пам'ять О.Шептицького. Потім переїхав на Волинь, де в Четвертні (нині село Маневицького району Волинської обл.) видав Псалтир (1625). Від 1628 оселився в Луцьку, видавав збірки віршів. 1629 став ігуменом невеликого монастиря в Чорній поблизу Гощі, де продовжував видавничу діяльність. Тут опублікував 2 кн. — «Часослов» і переклад з польської книги С.Решки «Діалог або розмова человіка хорого албо умираючого з духом». По його смерті 1631 друкарня перейшла до Луцького братства.
Мандрівною була і польська друкарня Я.Шеліги, яка діяла в Добромилі в маєтку Я.-Щ.Гербурта (1611–17), на замовлення якого друкував латинською мовою хроніки Я.Длугоша, Вінцентія Кадлубека, тв. С.Оріховського та ін. Потім працював у Львові, Яворові, де видав драму польс. письменника Я.Гаватовича «Трагедії, або Образ смерті пресвятого Йоана Хрестителя, посланця Божого» (1619), до якої додані дві інтермедії українською мовою. 1621–26 друкував у Ярославі (нині місто в Польщі), звідси перебрався знову до Львова, де працював до кінця життя 1637.
Тематика його книг залежала від замовників, ними були: католицьке чернецтво і духовенство, шляхта, міщани, викладачі та учні шкіл. Видавав польською мовою релігійну та морально-дидактичну літературу, панегірики, наукові трактати, вірші, тези диспутів, полемічні та публіцистичні твори. З українських авторів опублікував збірку проповідей Касіяна (Саковича), полемічні твори Мелетія (Смотрицького). Його друкарню придбав М.Сльозка.